# Barga
För andra betydelser, se Barga (olika betydelser).
Barga är en stad och kommun i provinsen Lucca i regionen Toscana i Italien. Kommunen hade 9 818 invånare (2018) och gränsar till kommunerna Coreglia Antelminelli, Fosciandora, Gallicano, Molazzana och Pievepelago.
Barga är kanske den mest anrika staden i den kulturgeografiska regionen Garfagnana. Staden har utnämnts på listan över de vackraste medeltidsstäderna i Italien. 
Barga erbjuder en del sevärdheter och kulturella entiteter. Bargass Duomo (italiensk katedral), byggd i romansk stil, tillhör de bästa exempel på romansk arkitektur i hela Toskana och är stadens äldsta byggnad eftersom den byggdes på 1000-talet.
Till kulturella entiteter kan nämnas Giovanni Pascolis efterlämningar, dels hans begravningsplats Casa Pascoli, dels Teatro dei Differenti där han några hyllningar återfinns.